# Francisco José I de Austria
Francisco José I de Austria (en alemán: Franz Joseph I.; Viena, 18 de agosto de 1830-Viena, 21 de noviembre de 1916) fue emperador de Austria, rey de Hungría y rey de Bohemia, entre otros títulos, desde el 2 de diciembre de 1848 hasta su muerte. Su reinado de casi 68 años es el cuarto más prolongado de la historia europea, después de Luis XIV de Francia, Isabel II del Reino Unido y Juan II de Liechtenstein, y el sexto a nivel mundial.

## Biografía

### Primeros años
Nació a las 9:45 del 18 de agosto de 1830 en Schönbrunn, Viena, como primogénito del matrimonio entre el archiduque Francisco Carlos, segundo hijo del último sacro emperador romano y primer emperador de Austria, Francisco I, y de Sofía de Baviera.
Dado que no se esperaba descendencia del matrimonio del heredero al trono, el archiduque Fernando (emperador desde 1835), su hermano mayor, Francisco Carlos, continuaría la sucesión de los Habsburgo, razón por la cual se le dio especial importancia al nacimiento de su hijo Francisco José en la corte vienesa. Francisco Carlos tenía una constitución débil tanto física como mentalmente y, por lo tanto, no era apto para un reinado. Por esta razón, Francisco José fue constantemente tratado como un sucesor potencial al trono imperial por su madre políticamente ambiciosa desde una edad temprana.
Hasta los siete años, el pequeño "Franzi" se crio al cuidado de la niñera ("Aja") Louise von Sturmfeder. Entonces comenzó la "educación estatal", cuyos contenidos centrales fueron el "sentido del deber", la religiosidad y la conciencia dinástica. El teólogo Joseph Othmar von Rauscher le transmitió la inviolable comprensión del gobierno de origen divino (gracia divina), por lo que no se requiere la participación de la población en el gobierno en forma de parlamentos.
Los educadores Heinrich Franz von Bombelles y el coronel Johann Baptist Coronini-Cronberg ordenaron al Archiduque Francisco José estudiar una enorme cantidad de tiempo, que inicialmente comprendía 18 horas por semana y se amplió a 50 horas por semana a los 16 años. El enfoque principal de las lecciones fue la adquisición de idiomas: además del francés, el idioma diplomático de la época, el latín y el griego antiguo, el húngaro, el checo, el italiano y el polaco eran los idiomas nacionales más importantes de la monarquía. Además, el Archiduque recibió la educación general que era habitual en ese momento (incluidas matemáticas, física, historia, geografía), que más tarde se complementó con leyes y ciencias políticas. Varias formas de educación física completaron el extenso programa.
Con motivo de su decimotercer cumpleaños, Francisco José fue nombrado Coronel del Regimiento de Dragones n.º 3 y el enfoque del entrenamiento cambió a impartir conocimientos básicos estratégicos y tácticos.
Durante las Revoluciones de 1848, Metternich huyó del país y tras el Tercer Levantamiento de Viena, el príncipe Schwarzenberg clausuró la Dieta Constituyente, instauró la dictadura y convenció a Fernando para que abdicara (2 de diciembre de 1848) en favor de Francisco José, que de este modo fue proclamado emperador a los 18 años de edad.

### Reinado

#### Inicios de su reinado

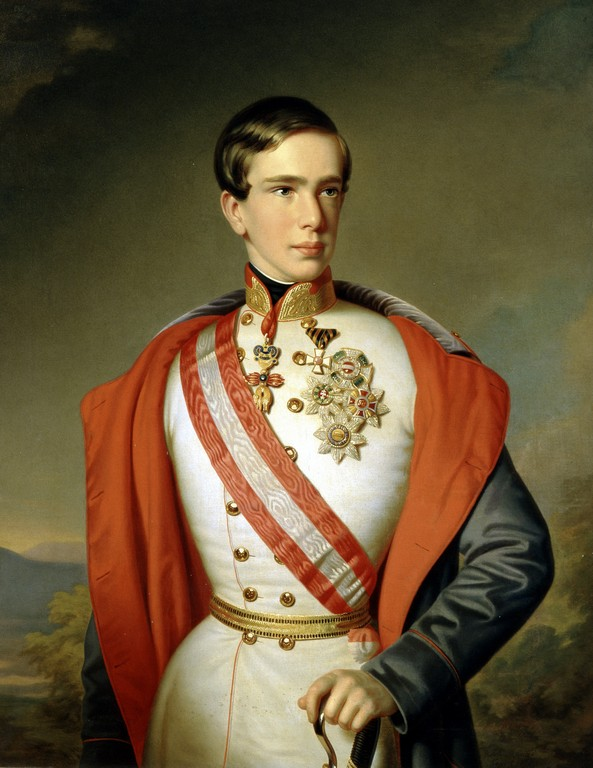
El joven Francisco José, ya emperador, retratado en 1851, luciendo medallas militares y la banda de la Orden de María Teresa.

El reinado de Francisco José se desarrolló en medio de violentas conmociones internacionales que lo persiguieron toda su vida: comenzaron con la revolución austríaca de 1848 y culminaron con la Primera Guerra Mundial (1914-1918). Las ideas liberales y el pensamiento demócrata ganaban terreno. Apenas llegado al trono, Francisco José debió vérselas con estas dos fuerzas disociadoras de su monarquía centralizada, por lo que los primeros 18 años de su gobierno estuvieron caracterizados por un fuerte absolutismo.
En 1848, la situación política de las monarquías europeas era desesperada. Como otros reyes, debió enfrentar tiempos de nacionalismo creciente y tuvo éxito en su empeño de mantener unido el Imperio. Los avances de los demócratas y capitalistas por una parte y de los nacionalistas alemanes y checos que luchaban por la independencia de Bohemia por el otro, acorralaron la gestión del monarca, que además debía contener a los belicosos serbios que también ansiaban independizarse y abandonar el imperio.
Todos intentaban que el soberano se volcara en su favor, pero el Emperador siempre intentó mantener una posición equidistante sin ceder con ninguno, cuidando con particular interés el mantenimiento de la integridad del imperio. No alcanzó a ver, empero, la situación de debilidad en que dejaba al poder central su pretendida prescindencia en estos graves asuntos.
Para poner fin a la revolución húngara, Francisco José se vio obligado a aliarse con Rusia. En septiembre de 1848 la Dieta húngara había reconocido a Francisco José como su soberano. En marzo de 1849 Francisco José impuso una nueva constitución centralista y restauró el absolutismo. Esta constitución, llamada de Olmütz, afirmaba que Hungría es parte del Imperio Austriaco, sin ningún derecho especial. En respuesta, al mes siguiente Luis Kossuth proclamó la república. En mayo el emperador Nicolás I y Francisco José se reunieron en Varsovia para concertar la acción militar común antihúngara. Tras la batalla de Temesvár, los húngaros capitularon en Világos y Kossuth huyó a Turquía. Se instauraron tribunales especiales para juzgar a los rebeldes, se impuso la lengua alemana y Hungría quedó dividida en cinco provincias bajo administración directa de Austria.
Tras un período de reacción contrarrevolucionaria la constitución absolutista fue abolida en 1851. Se impuso una burocracia centralista y se cedió ante la Santa Sede la jurisdicción sobre las leyes civiles (especialmente las matrimoniales) y educativas, que a partir de entonces pasaron a estar controladas por la Iglesia católica. La insuficiencia de los ingresos dio al traste con la política arancelaria, obligando al gobierno a subirlos para poder mantener el equilibrio presupuestario, lo cual supuso la oposición de los liberales.

#### La emperatriz Sissi

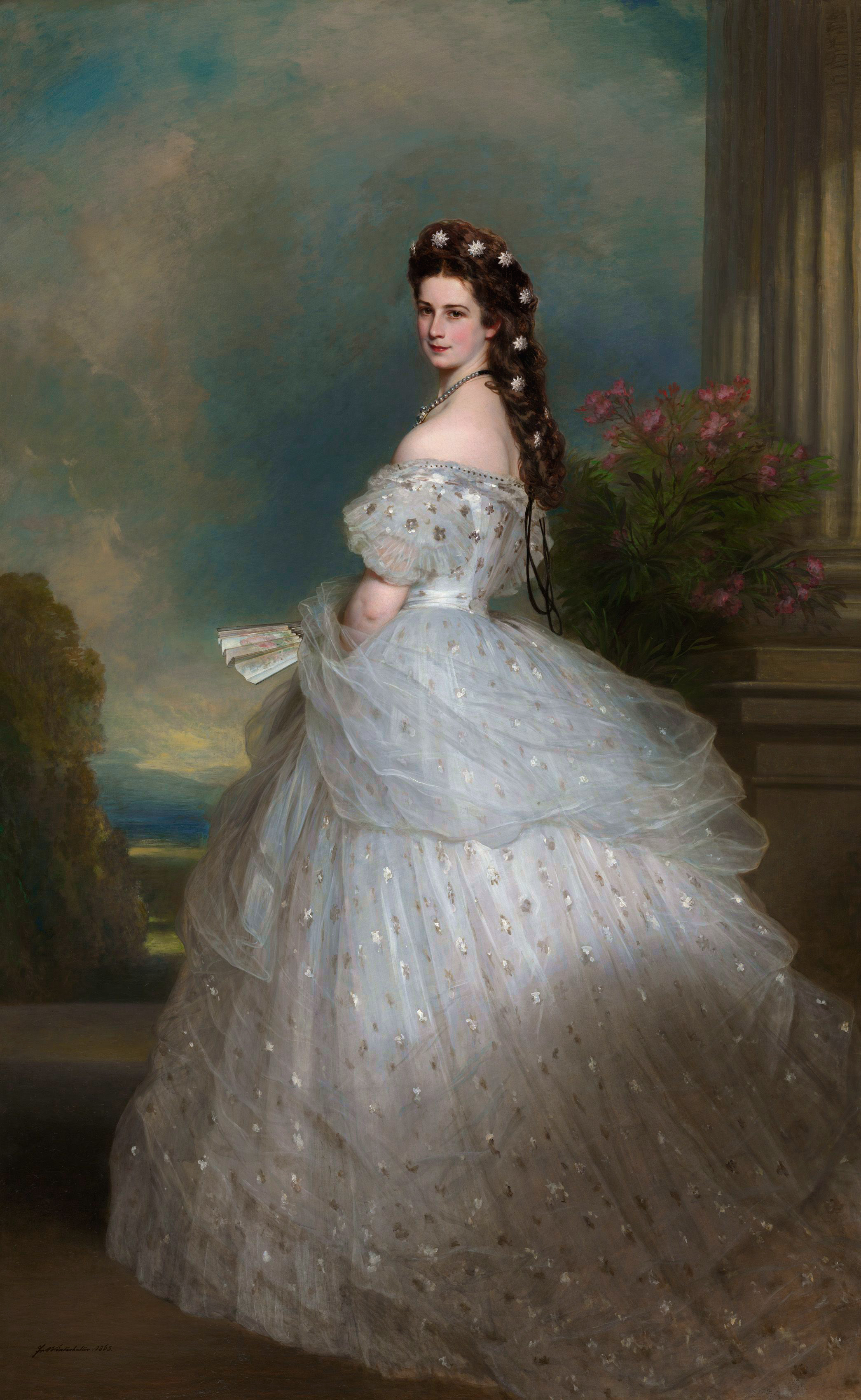
La emperatriz Sissi (óleo de Franz Xaver Winterhalter), 1864.

En este entorno de decadencia y cambios destructivos, la única fuerza unificadora y moderadora en la corte de Francisco José era su esposa, la emperatriz Isabel, a quien todo el mundo conocía (así como actualmente) por su sobrenombre de Sissi, nacida princesa de Baviera, y quien era su prima hermana.
La muchacha y el joven emperador, de 23 años, se conocieron en la población estival de Bad Ischl, durante las vacaciones del monarca, en el verano de 1853. La familia pretendía casar a Francisco José con la princesa Elena de Baviera, pero en cambio el emperador quedó prendado de la hermana menor de esta, Sissi, de tan solo 15 años. La jovencita estaba allí por casualidad, pero quedaron encantados el uno con el otro de tal modo que su compromiso se celebró de hecho al día siguiente.
El 24 de abril de 1854, Sissi y Francisco José se casaron en la iglesia de los Agustinos de Viena, convirtiéndose así en la pareja más observada del mundo. Como ambos poseían un enorme encanto personal, la gente de todo el mundo los vigilaba como protagonistas de un hermoso cuento de hadas de la vida real. No era tal: la emperatriz, que había entregado su vida rural sin preocupaciones por el estricto protocolo de la corte vienesa, pronto comenzó a tener problemas. No era fácil adaptarse a la vida como esposa de un hombre que, si bien la amaba tiernamente, también gobernaba un imperio habitado por más de 50 millones de personas.
Atrapada entre la melancolía y la etiqueta, Sissi comenzó a preocuparse por los pobres e indefensos, convirtiéndose en asidua colaboradora de hospitales y asilos, llevando adelante una importante tarea social.
Poco a poco comenzó a acumular influencias en la corte y especialmente sobre su marido. Las ideas de Sissi eran avanzadas, progresistas y liberales, y su apoyo a la causa húngara fue determinante para que ese país alcanzara la igualdad política con Austria en 1867. El matrimonio tuvo cuatro hijos, los tres primeros en rápida sucesión inmediatamente después de casarse:
- Sofía Federica Dorotea María Josefa (1855-1857), archiduquesa de Austria.
- Gisela de Austria (1856-1932), princesa de Baviera.
- Rodolfo Francisco Carlos José (1858-1889), archiduque de Austria y príncipe heredero de la Corona.
- María Valeria de Austria (1868-1924), archiduquesa de Austria-Toscana.

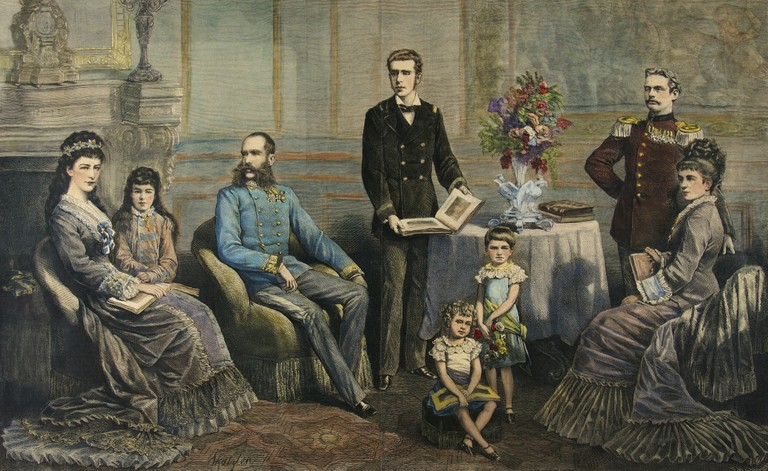
La familia imperial, retratada hacia 1880.

Tenía solo 20 años cuando nació el primogénito Rodolfo, y la madre de Francisco José (la archiduquesa Sofía de Baviera) comenzó a interferir constantemente en la educación del heredero. Se prohibía a la emperatriz amamantar al infante, y tras los tres primeros partos, la archiduquesa convenció a Sissi de que no tuviese más hijos. Esta decisión, aparentemente intrascendente, demostró tener una importancia política enorme, ya que cuando Rodolfo, el único varón, se suicidó, la familia quedó sin sucesores al trono.
Sissi empezó a marcharse de viaje cada vez más a menudo, con la excusa de enfermedades reales o fingidas. El emperador tuvo muchas amantes y siendo católico y, por lo tanto, contrario al aborto y a cualquier método anticonceptivo artificial, dejó por el mundo varios hijos ilegítimos.
La propia Sissi buscó una amante para Francisco José, y lo hizo con la actriz Katharina Schratt lo cual repercutió negativamente en el ánimo del emperador, quien amaba a su esposa y ambicionaba tener una familia y un tipo de relación normal con ella. La emperatriz, que tenía la costumbre de efectuar múltiples viajes, encontró la muerte en Ginebra en 1898. Como la soberana tenía la costumbre de viajar sin vigilancia ni seguridad, permitió que un anarquista italiano llamado Luigi Lucheni se aproximara a ella asestándole con un estilete una sola y certera puñalada al corazón. La emperatriz cayó al suelo, se levantó y al cabo de una hora murió en el hotel donde se había hospedado la noche anterior.  El deceso de su querida esposa terminó de sumir a Francisco José en la tristeza.

#### Guerras constantes y pérdidas territoriales

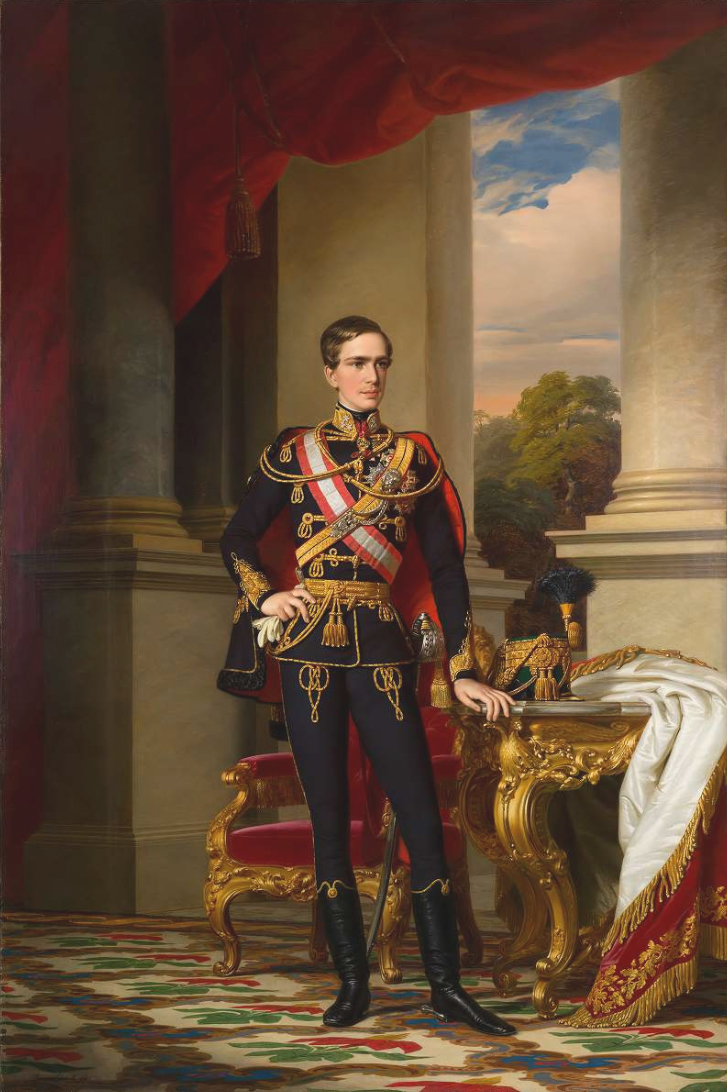
El emperador en 1853, en uniforme de húsar.

Aunque Francisco José logró poner fin a la revolución húngara en 1849 y derrotar al rey Víctor Manuel II de Piamonte-Cerdeña, al cabo de diez años la alianza de Napoleón III con los Saboya supondría el fin de la hegemonía austríaca en Italia. Derrotado en Solferino, Francisco José hubo de avenirse al Armisticio de Villafranca di Verona (ratificado en el Tratado de Zúrich el 10 de noviembre de 1859) y permitir la unificación italiana. Austria perdió todas sus posesiones excepto el Véneto, dejando Lombardía en manos de Víctor Manuel y permitiendo la anexión de los ducados de Parma, Módena y Toscana. Se intentó entonces una solución federalista para los problemas generados por las minorías nacionales, el Diploma de Octubre de 1860, que confería el poder legislativo a un Reichsrat y a una serie de Dietas regionales. Sin embargo, húngaros y austriacos rechazaron la propuesta, así como la Patente de Febrero de 1862, que dividía el Reichsrat en una Cámara de Señores y otra de Diputados, en detrimento de las Dietas.
Por otro lado, la preponderancia de Austria dentro de la Confederación Germánica condujo a tensiones entre austriacos y prusianos en torno a una reforma del Bund que proporcionara mayor peso a Prusia. Tras haber sobrevivido a las Revoluciones de 1848, la política de Austria se centraba en preservar su hegemonía en Europa Central. A finales de la década de los 50 Prusia hizo público un plan, el de Olmütz, que abogaba por la integración de los estados alemanes del Norte. Austria lo consideró una humillación y obligó a Prusia a retirarlo.
En 1864, Austria y Prusia estuvieron aliadas en la Guerra de los Ducados. De acuerdo con lo establecido en la Convención de Gastein que puso fin a ésta, el ducado de Holstein quedó bajo dominio de Austria, y los de Schleswig y Lauenburgo bajo el de Prusia, pero ninguno de los dos países quedó satisfecho con el acuerdo. Finalmente, Prusia se separó del Bund e invadió el ducado de Holstein, dando así comienzo la guerra austro-prusiana (junio-agosto de 1866), en la que Austria fue derrotada en tan solo dos semanas.
La estrepitosa derrota de Königgrätz obligó a Francisco José a retirarse de la Confederación, cediendo su hegemonía a Prusia y aceptando la anexión de Hannover, Hesse-Kassel, Nassau, Fráncfort del Meno y los ducados de Schleswig, Holstein y Lauenburgo (paz de Praga del 23 de agosto de 1866). El Bund se disolvió, y los prusianos consiguieron de este modo, institucionalizar la Confederación Alemana del Norte que, tras su victoria en la guerra franco-prusiana de 1870-71, permitió la unificación alemana (la Pequeña Alemania, con la exclusión de Austria) bajo control de Prusia (liderada por Otto von Bismarck), lo que llevó al establecimiento del Imperio alemán en 1871.
Simultáneamente atacado por Italia, el imperio se veía obligado a ceder Venecia a Francia quien, a su vez, la cedió a Italia por el Tratado de Viena del 12 de octubre de 1866.

#### Desgracias familiares
Su vida familiar fue amarga, principalmente por el choque entre su mentalidad tradicionalista y reaccionaria contra el carácter y las ideas liberales de sus familiares. Francisco José perdió violentamente a su hijo, el archiduque Rodolfo, que aparentemente se suicidó por un desengaño pasional en medio de una crisis depresiva (30 de enero de 1889), y a su esposa, la emperatriz Isabel, asesinada en Suiza el 10 de septiembre de 1898. Al conocer la noticia, el emperador musitó: en mi imperio la desgracia no conoce el ocaso.
Francisco José tuvo tres hermanos, el primero de ellos fue Maximiliano (1832-1867), con el cual tenía escasa diferencia de edad. En 1863, una junta de notables le ofreció el trono del Imperio Mexicano, y con el apoyo de Napoleón III, se instauró como cabeza del segundo proyecto monárquico del México independiente. El corto reinado de Maximiliano estuvo constantemente amenazado por las tropas del presidente Benito Juárez. Tras la crisis militar francesa (que ocasionó el retiro de las tropas de Napoleón III del territorio mexicano), Juárez apresó y fusiló a Maximiliano, junto con sus dos generales más cercanos, el 19 de junio de 1867. La tragedia del regicidio conmovió a toda Europa, culpándose a Napoleón III del abandono de su aliado en manos de los republicanos (como se evidencia en la obra El fusilamiento de Maximiliano de Édouard Manet). Ciertamente, entre los que más lamentaron su muerte estuvo Francisco José, hermano y amigo de quien había sido ejecutado.
El segundo, Carlos Luis murió de tifus (19 de mayo de 1896). Con respecto al hermano menor, Luis Víctor, fue condenado al exilio en circunstancias poco claras, presuntamente por abuso sexual a un menor de edad en un baño público.

#### El Ausgleich

Escudo del Imperio en 1867.

Con respecto al Imperio, Francisco José sufrió las permanentes demandas de Hungría para separarse legalmente de Austria bajo la forma de una monarquía dual: Austrohungría. Por el Ausgleich o compromiso de febrero de 1867, Austria y Hungría se convertían en dos entidades con gobiernos y dietas propios, unidas bajo una misma monarquía, con una común política exterior, financiera (cubriendo Austria el 70% de los gastos) y militar. Se crearon dos milicias territoriales, una húngara (Honved) y otra austriaca (Landwehr). Francisco José aceptó la nueva ordenación constitucional y mantuvo celosamente sus prerrogativas militares (era comandante en jefe del ejército y tenía potestad para declarar la guerra y firmar tratados de paz) y de política exterior.
La propia Austria (la llamada Cisleitania) constaba de 8 naciones diferentes, con 15 Estados y 17 parlamentos. El sufragio estamental en 4 curias (5 desde 1897) sería sustituido en 1907 por el sufragio universal directo. La Transleitania, Hungría, tenía una Dieta propia elegida por sufragio censitario.
Derrotado en Italia y Alemania, el imperio de Francisco José decidió comenzar a intervenir asiduamente en los Balcanes. Con el estallido de la Guerra ruso-turca de 1877, Rusia (príncipe Gorchakov) y Austrohungría (conde Andrássy) firmaron el acuerdo secreto de Reichstadt el 8 de julio, por el que se dividía la península balcánica dependiendo del resultado de la guerra. La oposición directa de los intereses rusos en los Balcanes llevó a Francisco José a aliarse con Alemania para intentar lograr un equilibrio político y militar que era vital para sus intereses.
La asociación entre la Alemania de Bismarck y el Imperio Austrohúngaro fue el primer paso en el proceso de alianzas europeas que, junto con las luchas nacionalistas de los pueblos del Danubio y los Balcanes, apilaría explosivos sobre el polvorín étnico y político que incendiaría Europa en la Primera Guerra Mundial. Efectivamente, el Congreso de Berlín otorgó la administración de Bosnia-Herzegovina a Austrohungría. La invasión (1878) y posterior ocupación (1879) del territorio colocó al imperio en una difícil situación frente al amenazante paneslavismo de Serbia y Rusia, naciones que se sintieron engañadas y frustradas por este Congreso.
En 1879, Francisco José se unió a Alemania en una alianza que luego incluyó también a Italia, llamada Triple Alianza. Entretanto, la Liga de los Tres Emperadores (Rusia-Alemania-Austrohungría) fue revocada, lo que condujo al acuerdo contra natura entre la tradicionalista Rusia y la turbulenta república Francesa (Doble Alianza del 17 de agosto de 1894).
El imperio de Francisco José, que había logrado alcanzar una considerable prosperidad económica gracias a su política económica liberal, se vio acosado por las exigencias de las minorías nacionales descontentas, particularmente los eslavos.
El creciente paneslavismo del Imperio ruso llevó a este país a proclamarse protector de los pueblos eslavos. En ocasiones financiados directamente desde San Petersburgo, estos movimientos nacionalistas se envalentonaron y actuaron con mayor audacia e irresponsabilidad, enrareciendo el clima político con las periódicas crisis balcánicas que se sucedieron hasta el estallido de la Primera Guerra Mundial.

#### La anexión de Bosnia-Herzegovina y la Crisis de 1887

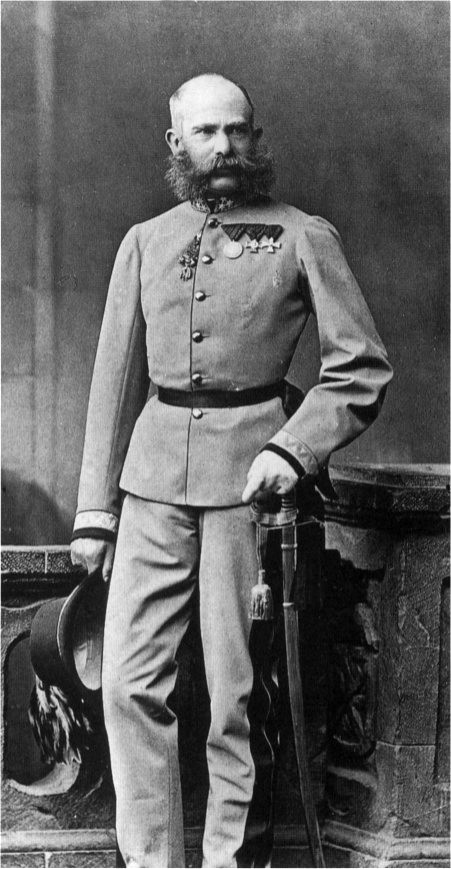
El emperador fotografiado en 1879.

Una de las peores crisis anteriores a la Primera Guerra Mundial llegó cuando Francisco José tomó la determinación de anexionarse Bosnia-Herzegovina, el 6 de octubre de 1908, tal y como le autorizaba el artículo 25 del Tratado de Berlín (13 de julio de 1878). Si bien se pretendía detener la cada vez mayor violencia de los separatistas serbios, en realidad, la anexión no hizo más que azuzarlos contra el Imperio, y muy bien pudo haberse iniciado la Gran Guerra en ese momento.
Serbia, indignada ante esta actuación, que ponía fin a sus aspiraciones nacionalistas de la Gran Serbia, movilizó sus tropas. Rusia, sintiéndose engañada por Austria en lo referente a sus aspiraciones de dominar el Bósforo y los Dardanelos, apoyó a Serbia. Los ingleses convocaron una conferencia internacional, que Austria rechazó por temor a resultar vencida. Italia, por su parte, suscribió un acuerdo secreto con Rusia (Tratado de Racconigi) para mantener el statu quo en los Balcanes. Alemania mantiene su "fidelidad nibelunga" (sic) hacia Austria, aunque contiene a Hötzendorf, en sus intentos de declarar la guerra a Serbia, a la vez que convence a los rusos para que se echen atrás. Con ello triunfó la política alemana, que haría frente común con Austria, su único aliado seguro.

#### Primera Guerra Mundial y fallecimiento

El frente austrohúngaro en febrero de 1915.

La Primera Guerra Mundial surgió, entre otras causas, como consecuencia de la inestabilidad interna del Imperio austrohúngaro. La constante tirantez entre el poder central y las minorías separatistas (checos, eslovacos, serbios, italianos y rumanos) llevó a un conflicto multinacional en el seno del Imperio, que no podía menos que ser aprovechado por sus enemigos exteriores. Además, Francisco José permitió que los militares acaudillados por el conde Conrad von Hötzendorf (partidario de una guerra preventiva con Serbia) dirigieran la política imperial de manera hostil y belicista hacia la amenazante Serbia, apoyada por la Rusia paneslavista, que con sus aspiraciones nacionalistas ponía en peligro la estabilidad y la unidad del Imperio.
El odio de los separatistas serbios por la anexión de Bosnia-Herzegovina llevó al asesinato del archiduque Francisco Fernando de Austria (sobrino de Francisco José y heredero imperial) y su esposa, Sofía von Chotek, en Sarajevo el 28 de junio de 1914 a manos del joven estudiante nacionalista serbio Gavrilo Princip, miembro de un grupo nacionalista conocido como la Mano Negra, que actuaba impunemente desde Serbia con financiación rusa.
Decidido a dar una lección a Serbia, el gobierno austríaco envió un ultimátum perentorio, que fue rechazado. Austria declaró la guerra el 28 de julio. Como Austria-Hungría se había aliado con Alemania e Italia en la Triple Alianza, Francisco José debió apoyarse en el káiser Guillermo, el cual era partidario de castigar a Serbia, pero no creía que Rusia se involucrara en una guerra a favor de unos regicidas. Con el conflicto con Serbia ya planeado, lo único que debían hacer Austria-Hungría y su aliada era apaciguar a los rusos e impedir la escalada del conflicto.

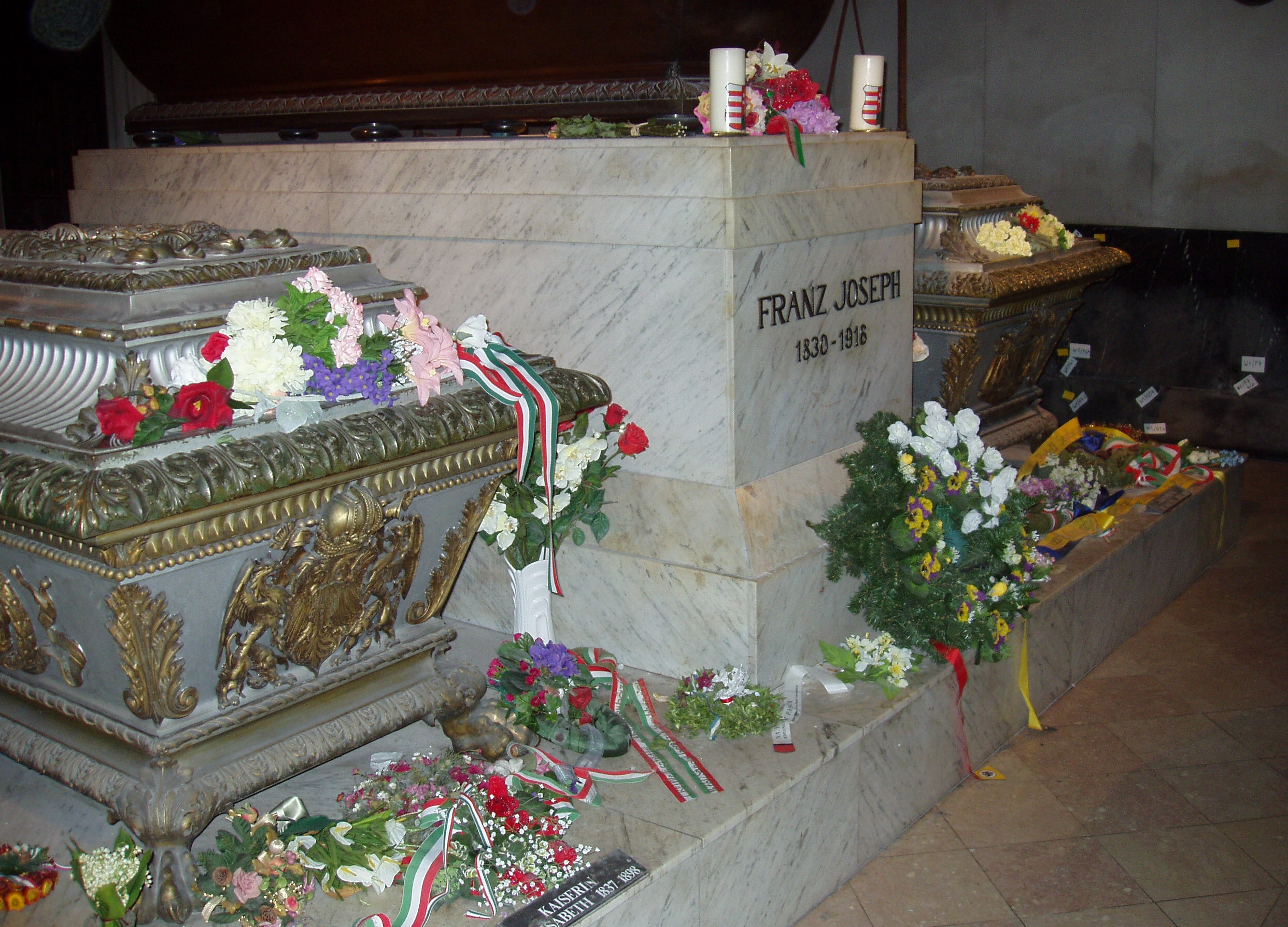
Tumba del emperador Francisco José, su esposa Sissi y su primogénito Rodolfo.

Sin embargo, contra lo esperado, Rusia decidió inmediatamente enviar tropas para defender a los serbios, y a pesar de los intentos de apaciguamiento realizados tanto por el emperador Guillermo como por el zar Nicolás, se decretó la movilización general, sin que Francia, deseosa de resarcirse de la humillación de 1871 hiciera nada para calmar los ánimos. Alemania, temerosa de perder la guerra, ya inevitable, si no tomaba la iniciativa, exigió el cese inmediato de la movilización y al no recibir respuesta declaró la guerra a Rusia (1 de agosto) y su aliada Francia (3 de agosto), invadiendo a la neutral Bélgica para caer por sorpresa en la retaguardia francesa (Plan Schlieffen). Gran Bretaña, decidida a impedir la hegemonía alemana en Europa y obligada a defender a Bélgica, declaró la guerra a Alemania (4 de agosto). La Gran Guerra Europea había estallado.
Con respecto a Italia, en 1915 violó su alianza con Austria y Alemania con la esperanza de que su victoria le proporcionara los territorios austriacos ambicionados por el nacionalismo italiano, la llamada Italia irredenta (Trento, Gorizia, Trieste, Istria, Fiume y Dalmacia).
Francisco José murió en paz y serenidad a mitad de la guerra, el 21 de noviembre de 1916, tras haber ido a comulgar y despachado los asuntos de Estado aquella misma mañana. El 30 de noviembre, «Francisco José, un humilde pecador que implora la misericordia de Dios», recibió cristiana sepultura en el convento de los capuchinos en Viena. Curiosamente, el emperador nunca vio decaer a su imperio que gozaba, en ese momento de la Primera Guerra Mundial, de cierta estabilidad y aires de victoria.

## El problema sucesorio
Como Rodolfo se había suicidado y Sissi no había querido tener más hijos, la corona debía pasar necesariamente a los hermanos y sobrinos de Francisco José, porque las leyes impedían que sus hijas heredaran el imperio. Al quedar sin herederos la línea principal, y con los varios hijos no reconocidos del emperador, la sucesión recayó en los hijos del archiduque Carlos Luis, que había muerto diez años antes: Francisco Fernando, enfermizo y débil; Otto Francisco, libertino, indisciplinado y salvaje; y Fernando Carlos, que estaba deseoso de abdicar sus derechos.
Francisco Fernando, con ideas políticas federalistas respecto al futuro del Imperio, había ofendido a Francisco José al casarse con una mujer que, según el emperador, se hallaba por debajo de su clase: la condesa Sofía de Chotkowa y Wognin, que se casaría con Francisco Fernando en 1900. La negativa del joven a renunciar a ella le costó que Francisco José apartara a los hijos de la pareja de los derechos sucesorios. Cuando el archiduque fue asesinado, el emperador ni siquiera asistió a los funerales.
Así pues, la sucesión recayó en el sobrino nieto del emperador Francisco José I, un nieto de su hermano el archiduque Carlos Luis. En concreto el primogénito de Otto, Carlos I de Austria-Hungría, coronado a la muerte de Francisco José en 1916. Carlos fue el último monarca Habsburgo. Sus intentos de lograr una solución diplomática al conflicto chocaron de frente con la intransigencia de Clemenceau y Wilson, que ya tenían decidida la desaparición de la Doble Monarquía danubiana. Incapaces de seguir sosteniendo el esfuerzo militar, Austria y Alemania pidieron el armisticio el 1 de octubre de 1918. Apenas veinte días después, Austria-Hungría se disolvió, en tanto que el emperador, negándose a abdicar, hubo de huir al extranjero (11 de noviembre).

## Semblanza del emperador
Considerado en su tiempo un perfecto caballero, Francisco José I fue un hombre de mentalidad conservadora, convencido de su derecho divino a gobernar, inteligente, atractivo y encantador, pero incapaz de enfrentarse adecuadamente a los brutales cambios ideológicos y políticos que se avecinaban. Afecto a considerar a su dinastía como llamada por el destino a gobernar Europa, su benevolente despotismo paternalista era sencillo como su vida privada. Francisco José estuvo dedicado por entero al cumplimiento de sus deberes como gobernante y al mantenimiento del honor y el bienestar de su pueblo. Sin embargo, la historia se encargaría de demostrar que esto no era suficiente para impedir el derrumbe de su imperio y la oleada de luchas secesionistas, nacionalistas y de otras variadas índoles que confluirían en el gran conflicto continental que devastaría Europa.
Su muerte y la división de Austria-Hungría representan el fin de una época y el comienzo de la Europa contemporánea.

## Consecuencias
Francisco José llevó adelante con considerable éxito el reinado más largo de todos los gobernantes Habsburgo y también uno de los más tumultuosos, que indicó el final de los monarcas gobernantes para dejarles paso a las democracias y monarquías parlamentarias europeas del siglo XX.
Igualmente, la tarea de Francisco José I no fue escasa ni despreciable: consiguió mantener su monarquía durante todo ese tiempo, mientras las fuerzas nacionalistas centrífugas y los poderes extranjeros intentaban hacer trizas al Imperio por todos los medios.
Básicamente, las presiones e insurrecciones constantes de los grupos nacionalistas balcánicos o internos, así como, los intentos de desestabilización del imperio por parte de las demás potencias europeas, abrieron el camino para el final de la monarquía. Su unión con las fuerzas conservadoras y absolutistas, no fue suficiente para evitar la decadencia del imperio y su posterior división. En 1914, Austria-Hungría comprendía 676 616 kilómetros cuadrados y 52,8 millones de habitantes, lo que le convertía en el segundo país más extenso de Europa (después de Rusia) y el tercero más poblado (después de Rusia y Alemania). Incluía 15 nacionalidades: 12,5 millones de alemanes, 10,5 millones de húngaros, siete millones de checos y dos millones de eslovacos, 5,2 millones de polacos, otros tantos serbios, croatas y bosnios, 3,5 millones de rumanos, 4 millones de rutenos y ucranianos, 800 000 italianos, friulanos y ladinos y 1,3 millones de eslovenos.
Había 40 millones de católicos (latinos y grecocatólicos, estos últimos tanto ucranianos como rumanos), 4,5 millones de ortodoxos (serbios, rumanos y ucranianos), 4,7 millones de luteranos y calvinistas, 2,5 millones de judíos y 800 000 musulmanes, cuya coexistencia pacífica era garantizada por el Imperio. Si la situación balcánica había sido durante el siglo XIX sangrienta y problemática, la disolución de Austrohungría exacerbaría los problemas, con el añadido de que las nuevas fronteras crearon unas férreas barreras arancelarias que asfixiaron el comercio y condujeron a la crisis económica y la miseria de los nuevos países.
Para Austria, la consecuencia más importante de esta disolución fue su degradación a un poder de tercera categoría, hasta el punto de ser absorbida por Alemania en 1938. Nunca recuperaría su estatus de gran potencia. Viena, que había sido una de las capitales del mundo, se convirtió de la noche a la mañana en la cabeza de un país diminuto. En 2019 aún se halla muy lejos de la población que tenía más de un siglo atrás (1,8 millones actualmente frente a 2,3 millones en 1916).

## Títulos y tratamientos
Esta tabla aún no está actualizada. Puedes contribuir aportando información sobre títulos y tratamientos de esta persona.
- El conjunto entero de títulos oficiales de Francisco José fue:

Su majestad imperial, real y apostólica Francisco José I, por la gracia de Dios, emperador de Austria, rey de Hungría y de Bohemia, rey lombardo-véneto, rey de Dalmacia, de Croacia, de Eslavonia, de Galitzia y Lodomeria y de Iliria, rey de Jerusalén; archiduque de Austria, gran duque de Toscana y de Cracovia; duque de Lorena, de Salzburgo, de Wurzburgo, de Franconia, de Estiria, de Carintia y de Bucovina; gran príncipe (gran voivoda) de Transilvania; marqués (margrave) de Moravia; duque de la Alta y la Baja Silesia, de Módena, de Parma, de Plasencia, de Guastalla, de Auschwitz, de Zator, de Teschen, de Friul, Ragusa y Zara; conde de Habsburgo y Tirol, de Kyburg y de Gorizia y Gradisca; príncipe de Tarento, de Bresanona, de Berchtesgaden y de Mergentheim; margrave de la Alta y Baja Lusacia y de Estiria; conde de Hohenems, Feldkirch, Bregenz, Sonnenberg, etc.; señor de Trieste, de Kotor y de la Marca Víndica (gran voivodato de Serbia).

## Honores

### Condecoraciones nacionales
- Caballero del Toisón de Oro, 1844;[2] Jefe y Soberano, 2 de diciembre de 1848[3]
- Gran Maestre de la Orden Militar de María Teresa[4]
- Gran Maestre de la Orden de San Esteban de Hungría[5]
- Gran Maestre de la Orden imperial de Leopoldo[6]
- Gran Maestre de la Orden imperial de la Corona de Hierro[7]

Además, fundó la Orden imperial de Francisco José el 2 de diciembre de 1849, y la Orden de Isabel en 1898.

### Condecoraciones extranjeras
- Ducados de Ascania: Gran Cruz de Alberto el Oso, 27 de octubre de 1849[10]
- Gran Ducado de Baden:[11]
  - Caballero de la Orden de la Fidelidad, 1851
  - Gran Cruz del León de Zähringer, 1851
- Reino de Baviera:
  - Caballero de San Huberto, 1849[12]
  - Gran Cruz de la Orden Militar de Max Joseph
- Bélgica: Gran Cordón de la Orden de Leopoldo (civil), 19 de abril de 1849[13]
- Ducado de Brunswick: Gran Cruz de Enrique el León, 1854[14]
- Reino de Bulgaria:
  - Caballero de los Santos Cirilo y Metodio[15]
  - Orden de la Valentía, Grado I[16]
- : Caballero del Elefante, 17 de enero de 1849[17]
- Ducados Ernestinos: Gran Cruz de la Orden de la Casa Ernestina de Sajonia, marzo de 1852[18]
- Segundo Imperio Francés: Gran Cruz de la Legión de Honor[19]
- Reino de Hannover:[20]
  - Caballero de San Jorge, 1848
  - Gran Cruz de la Orden Real Güélfica
- Reino de Hawái:
  - Gran Cruz de la Orden de Kamehameha I, 1865[21]
  - Gran Cruz de la Orden de Kalākaua, 1878[22]
- Hesse-Darmstadt: Grand Cruz de la Orden de Luis, 3 May 1851[23]
- Hesse-Kassel: Caballero del León Dorado, 19 de noviembre de 1851[24]
- Santa Sede: Gran Cruz del Santo Sepulcro de Jerusalén
- Reino de Italia: 
  - Caballero de la Anunciación, 13 de abril de1869[25]
  - Gran Cruz de los Santos Mauricio y Lázaro, 1869
  - Gran Cruz de la Corona de Italia, 1869
- Imperio del Japón: Gran Cordón de la Orden del Crisantemo, 7 de mayo de 1880; Collar, 25 de octubre de 1898[26]
- Orden de Malta: Bailizago Gran Cruz de Honor y Devoción[15]
- Gran Ducado de Mecklemburgo-Strelitz: Cruz por Distinción en Guerra, 1.ª y 2.ª Clases[27]
- Segundo Imperio Mexicano: Gran Cruz del Águila Mexicana, con Collar, 1865[28]
- Modena: Gran Cruz del Águila de Este, 1856[29]
- Principado de Montenegro: Gran Cruz de la Orden del Príncipe Danilo I[30]
- Ducado de Nassau: Caballero del León de Oro de la Casa de Nassau, mayo de 1858[31]
- Países Bajos: Gran Cruz de la Orden Militar de Guillermo, 21 de junio de1849[32]
- Gran Ducado de Oldemburgo: Gran Cruz de la Orden de Pedro Federico Luis, con Corona Dorada, 9 de marzo de 1853[33]
- Ducado de Parma: Senador Gran Cruz de la Orden Constantiniana de San Jorge, con Collar, 1849[34]
- Prusia:
  - Caballero del Águila Negra, 14 de agosto de 1844; con Collar, 1851[35]
  - Cruz de Gran Comandante de la Real Orden de Hohenzollern, 16 September 1884[35]
  - Pour le Mérite (militar), con Hojas de Roble, 27 de agosto de 1914[36]
- Reino de Rumania:
  - Collar de la Orden de Carol I, 1906[37]
  - Gran Cruz de la Estrella de Rumania[19]
- Imperio ruso: 
  - Caballero de San Andrés, 30 de diciembre de 1845[38]
  - Caballero de San Alejandro Nevski
  - Caballero del Águila Blanca
  - Caballero de Santa Ana, 1.ª Clase
  - Caballero de San Jorge, 4.ª Clase, 2 de julio de 1849[39]
- Sajonia-Weimar-Eisenach: Gran Cruz del Halcón Blanco, 1 de octubre de 1857[40]
- Reino de Sajonia:
  - Caballero de la Corona de Ruda, 1847[41]
  - Gran Cruz de la Orden Militar de San Enrique
- Principado de Serbia:
  - Gran Cruz de la Cruz de Takovo[19]
  - Orden de Miloš el Grande, 1.ª Clase
- Siam: Caballero de la Orden de la Casa Real de Chakri, 15 de julio de 1891
- España: Gran Cruz de la Orden de Carlos III, con Collar, 10 de mayo de 1875[42]
- Suecia-Noruega:
  - Caballero de los Serafines, con Collar, 9 de julio de 1850[43]
  - Caballero del León de Noruega, 5 de abril de 1904[44]
- Gran Ducado de Toscana: Gran Cruz de San José[45]
- Dos Sicilias: Caballero de San Jenaro, 1848[46]
- Reino Unido: 
  - Caballero de la Jarretera, 14 de agosto de 1867[47]
  - Real Cadena Victoriana, 16 de agosto de 1904[48]
- Reino de Wurtemberg: Gran Cruz de la Corona de Wurtemberg, 1850[49]

## Ancestros
| \| \| \| \| \| \| \| \| \| \| \| \| \| \| \| \| \| \| \| \| 16. Francisco I, emperador del Sacro Imperio (Francisco III Esteban, Duque de Lorena) (= 22) \| \| \| \| \| \| \| \| \| \| \| \| \| \| \| \| \| \| \| \| \| \| \| \| \| \| \| \| \| \| \| \| \| \| \| \| \| \| \| \| \| \| \| \| \| \| \| \| \| \| \| \| \| \| 8. Leopoldo II, emperador del Sacro Imperio Romano Germánico \| \| \| \| \| \| \| \| \| \| \| \| \| \| \| \| \| \| \| \| \| \| \| \| \| \| \| \| \| \| \| \| \| \| \| \| \| \| \| \| \| \| \| \| \| \| \| \| \| \| \| \| \| \| 17. María Teresa I, archiduquesa de Austria, reina de Hungría (= 23) \| \| \| \| \| \| \| \| \| \| \| \| \| \| \| \| \| \| \| \| \| \| \| \| \| \| \| \| \| \| \| \| \| \| \| \| \| \| \| \| \| \| \| \| \| \| \| \| \| \| \| \| \| \| 4. Francisco II, emperador del Sacro Imperio (Francisco I, emperador de Austria) \| \| \| \| \| \| \| \| \| \| \| \| \| \| \| \| \| \| \| \| \| \| \| \| \| \| \| \| \| \| \| \| \| \| \| \| \| \| \| \| \| \| \| \| \| \| \| \| \| \| \| \| \| \| 18. Carlos III, rey de España (=20) \| \| \| \| \| \| \| \| \| \| \| \| \| \| \| \| \| \| \| \| \| \| \| \| \| \| \| \| \| \| \| \| \| \| \| \| \| \| \| \| \| \| \| \| \| \| \| \| \| \| \| \| \| \| 9. Infanta María Luisa de España \| \| \| \| \| \| \| \| \| \| \| \| \| \| \| \| \| \| \| \| \| \| \| \| \| \| \| \| \| \| \| \| \| \| \| \| \| \| \| \| \| \| \| \| \| \| \| \| \| \| \| \| \| \| 19. Princesa María Amalia de Sajonia (= 21) \| \| \| \| \| \| \| \| \| \| \| \| \| \| \| \| \| \| \| \| \| \| \| \| \| \| \| \| \| \| \| \| \| \| \| \| \| \| \| \| \| \| \| \| \| \| \| \| \| \| \| \| \| \| 2. Archiduque Francisco Carlos de Austria \| \| \| \| \| \| \| \| \| \| \| \| \| \| \| \| \| \| \| \| \| \| \| \| \| \| \| \| \| \| \| \| \| \| \| \| \| \| \| \| \| \| \| \| \| \| \| \| \| \| \| \| \| \| 20. Carlos III, rey de España (=18) \| \| \| \| \| \| \| \| \| \| \| \| \| \| \| \| \| \| \| \| \| \| \| \| \| \| \| \| \| \| \| \| \| \| \| \| \| \| \| \| \| \| \| \| \| \| \| \| \| \| \| \| \| \| 10. Fernando I, rey de las Dos Sicilias \| \| \| \| \| \| \| \| \| \| \| \| \| \| \| \| \| \| \| \| \| \| \| \| \| \| \| \| \| \| \| \| \| \| \| \| \| \| \| \| \| \| \| \| \| \| \| \| \| \| \| \| \| \| 21. Princesa María Amalia de Sajonia (=19) \| \| \| \| \| \| \| \| \| \| \| \| \| \| \| \| \| \| \| \| \| \| \| \| \| \| \| \| \| \| \| \| \| \| \| \| \| \| \| \| \| \| \| \| \| \| \| \| \| \| \| \| \| \| 5. Princesa María Teresa de las Dos Sicilias \| \| \| \| \| \| \| \| \| \| \| \| \| \| \| \| \| \| \| \| \| \| \| \| \| \| \| \| \| \| \| \| \| \| \| \| \| \| \| \| \| \| \| \| \| \| \| \| \| \| \| \| \| \| 22. Francisco I, emperador del Sacro Imperio (Francisco III Esteban, Duque de Lorena) (= 16) \| \| \| \| \| \| \| \| \| \| \| \| \| \| \| \| \| \| \| \| \| \| \| \| \| \| \| \| \| \| \| \| \| \| \| \| \| \| \| \| \| \| \| \| \| \| \| \| \| \| \| \| \| \| 11. Archiduquesa María Carolina de Austria \| \| \| \| \| \| \| \| \| \| \| \| \| \| \| \| \| \| \| \| \| \| \| \| \| \| \| \| \| \| \| \| \| \| \| \| \| \| \| \| \| \| \| \| \| \| \| \| \| \| \| \| \| \| 23. María Teresa I, archiduquesa de Austria, reina de Hungría (=17) \| \| \| \| \| \| \| \| \| \| \| \| \| \| \| \| \| \| \| \| \| \| \| \| \| \| \| \| \| \| \| \| \| \| \| \| \| \| \| \| \| \| \| \| \| \| \| \| \| \| \| \| \| \| 1. Francisco José I de Austria \| \| \| \| \| \| \| \| \| \| \| \| \| \| \| \| \| \| \| \| \| \| \| \| \| \| \| \| \| \| \| \| \| \| \| \| \| \| \| \| \| \| \| \| \| \| \| \| \| \| \| \| \| \| 24. Conde Palatino Cristián III de Zweibrücken-Birkenfeld \| \| \| \| \| \| \| \| \| \| \| \| \| \| \| \| \| \| \| \| \| \| \| \| \| \| \| \| \| \| \| \| \| \| \| \| \| \| \| \| \| \| \| \| \| \| \| \| \| \| \| \| \| \| 12. Federico Miguel, conde Palatino de Zweibrücken-Birkenfeld \| \| \| \| \| \| \| \| \| \| \| \| \| \| \| \| \| \| \| \| \| \| \| \| \| \| \| \| \| \| \| \| \| \| \| \| \| \| \| \| \| \| \| \| \| \| \| \| \| \| \| \| \| \| 25. Condesa Carolina de Nassau-Saarbrücken \| \| \| \| \| \| \| \| \| \| \| \| \| \| \| \| \| \| \| \| \| \| \| \| \| \| \| \| \| \| \| \| \| \| \| \| \| \| \| \| \| \| \| \| \| \| \| \| \| \| \| \| \| \| 6. Maximiliano I, rey de Baviera \| \| \| \| \| \| \| \| \| \| \| \| \| \| \| \| \| \| \| \| \| \| \| \| \| \| \| \| \| \| \| \| \| \| \| \| \| \| \| \| \| \| \| \| \| \| \| \| \| \| \| \| \| \| 26. José Carlos, conde palatino de Sulzbach \| \| \| \| \| \| \| \| \| \| \| \| \| \| \| \| \| \| \| \| \| \| \| \| \| \| \| \| \| \| \| \| \| \| \| \| \| \| \| \| \| \| \| \| \| \| \| \| \| \| \| \| \| \| 13. Condesa Palatina María Francisca de Sulzbach \| \| \| \| \| \| \| \| \| \| \| \| \| \| \| \| \| \| \| \| \| \| \| \| \| \| \| \| \| \| \| \| \| \| \| \| \| \| \| \| \| \| \| \| \| \| \| \| \| \| \| \| \| \| 27. Condesa palatina Isabel Augusta Sofía de Neoburgo \| \| \| \| \| \| \| \| \| \| \| \| \| \| \| \| \| \| \| \| \| \| \| \| \| \| \| \| \| \| \| \| \| \| \| \| \| \| \| \| \| \| \| \| \| \| \| \| \| \| \| \| \| \| 3. Princesa Sofía de Baviera \| \| \| \| \| \| \| \| \| \| \| \| \| \| \| \| \| \| \| \| \| \| \| \| \| \| \| \| \| \| \| \| \| \| \| \| \| \| \| \| \| \| \| \| \| \| \| \| \| \| \| \| \| \| 28. Carlos Federico I, gran duque de Baden \| \| \| \| \| \| \| \| \| \| \| \| \| \| \| \| \| \| \| \| \| \| \| \| \| \| \| \| \| \| \| \| \| \| \| \| \| \| \| \| \| \| \| \| \| \| \| \| \| \| \| \| \| \| 14. Carlos Luis, príncipe heredero de Baden \| \| \| \| \| \| \| \| \| \| \| \| \| \| \| \| \| \| \| \| \| \| \| \| \| \| \| \| \| \| \| \| \| \| \| \| \| \| \| \| \| \| \| \| \| \| \| \| \| \| \| \| \| \| 29. Landgravina Carolina Luisa de Hesse-Darmstadt \| \| \| \| \| \| \| \| \| \| \| \| \| \| \| \| \| \| \| \| \| \| \| \| \| \| \| \| \| \| \| \| \| \| \| \| \| \| \| \| \| \| \| \| \| \| \| \| \| \| \| \| \| \| 7. Princesa Carolina de Baden \| \| \| \| \| \| \| \| \| \| \| \| \| \| \| \| \| \| \| \| \| \| \| \| \| \| \| \| \| \| \| \| \| \| \| \| \| \| \| \| \| \| \| \| \| \| \| \| \| \| \| \| \| \| 30. Luis IX, landgrave de Hesse-Darmstadt \| \| \| \| \| \| \| \| \| \| \| \| \| \| \| \| \| \| \| \| \| \| \| \| \| \| \| \| \| \| \| \| \| \| \| \| \| \| \| \| \| \| \| \| \| \| \| \| \| \| \| \| \| \| 15. Princesa Amalia de Hesse-Darmstadt \| \| \| \| \| \| \| \| \| \| \| \| \| \| \| \| \| \| \| \| \| \| \| \| \| \| \| \| \| \| \| \| \| \| \| \| \| \| \| \| \| \| \| \| \| \| \| \| \| \| \| \| \| \| 31. Condesa palatina Carolina de Zweibrücken \| \| \| \| \| \| \| \| \| \| \| \| \| \| \| \| \| \| \| \| \| \| \| \| \| \| \| \| \| \| \| \| \| \| \| \| \| \| \| \| \| \| \| \| \| \| \| \| \| \| \| \| |                                                                                              |  |  |  |  |  |  |  |  |  |  |  |  |  |  |  |
| |                                                                                              |  |  |  |  |  |  |  |  |  |  |  |  |  |  |  |
| | 16. Francisco I, emperador del Sacro Imperio (Francisco III Esteban, Duque de Lorena) (= 22) |  |  |  |  |  |  |  |  |  |  |  |  |  |  |  |
| |                                                                                              |  |  |  |  |  |  |  |  |  |  |  |  |  |  |  |
| |                                                                                              |  |  |  |  |  |  |  |  |  |  |  |  |  |  |  |
| | 8. Leopoldo II, emperador del Sacro Imperio Romano Germánico                                 |  |  |  |  |  |  |  |  |  |  |  |  |  |  |  |
| |                                                                                              |  |  |  |  |  |  |  |  |  |  |  |  |  |  |  |
| |                                                                                              |  |  |  |  |  |  |  |  |  |  |  |  |  |  |  |
| | 17. María Teresa I, archiduquesa de Austria, reina de Hungría (= 23)                         |  |  |  |  |  |  |  |  |  |  |  |  |  |  |  |
| |                                                                                              |  |  |  |  |  |  |  |  |  |  |  |  |  |  |  |
| |                                                                                              |  |  |  |  |  |  |  |  |  |  |  |  |  |  |  |
| | 4. Francisco II, emperador del Sacro Imperio (Francisco I, emperador de Austria)             |  |  |  |  |  |  |  |  |  |  |  |  |  |  |  |
| |                                                                                              |  |  |  |  |  |  |  |  |  |  |  |  |  |  |  |
| |                                                                                              |  |  |  |  |  |  |  |  |  |  |  |  |  |  |  |
| | 18. Carlos III, rey de España (=20)                                                          |  |  |  |  |  |  |  |  |  |  |  |  |  |  |  |
| |                                                                                              |  |  |  |  |  |  |  |  |  |  |  |  |  |  |  |
| |                                                                                              |  |  |  |  |  |  |  |  |  |  |  |  |  |  |  |
| | 9. Infanta María Luisa de España                                                             |  |  |  |  |  |  |  |  |  |  |  |  |  |  |  |
| |                                                                                              |  |  |  |  |  |  |  |  |  |  |  |  |  |  |  |
| |                                                                                              |  |  |  |  |  |  |  |  |  |  |  |  |  |  |  |
| | 19. Princesa María Amalia de Sajonia (= 21)                                                  |  |  |  |  |  |  |  |  |  |  |  |  |  |  |  |
| |                                                                                              |  |  |  |  |  |  |  |  |  |  |  |  |  |  |  |
| |                                                                                              |  |  |  |  |  |  |  |  |  |  |  |  |  |  |  |
| | 2. Archiduque Francisco Carlos de Austria                                                    |  |  |  |  |  |  |  |  |  |  |  |  |  |  |  |
| |                                                                                              |  |  |  |  |  |  |  |  |  |  |  |  |  |  |  |
| |                                                                                              |  |  |  |  |  |  |  |  |  |  |  |  |  |  |  |
| | 20. Carlos III, rey de España (=18)                                                          |  |  |  |  |  |  |  |  |  |  |  |  |  |  |  |
| |                                                                                              |  |  |  |  |  |  |  |  |  |  |  |  |  |  |  |
| |                                                                                              |  |  |  |  |  |  |  |  |  |  |  |  |  |  |  |
| | 10. Fernando I, rey de las Dos Sicilias                                                      |  |  |  |  |  |  |  |  |  |  |  |  |  |  |  |
| |                                                                                              |  |  |  |  |  |  |  |  |  |  |  |  |  |  |  |
| |                                                                                              |  |  |  |  |  |  |  |  |  |  |  |  |  |  |  |
| | 21. Princesa María Amalia de Sajonia (=19)                                                   |  |  |  |  |  |  |  |  |  |  |  |  |  |  |  |
| |                                                                                              |  |  |  |  |  |  |  |  |  |  |  |  |  |  |  |
| |                                                                                              |  |  |  |  |  |  |  |  |  |  |  |  |  |  |  |
| | 5. Princesa María Teresa de las Dos Sicilias                                                 |  |  |  |  |  |  |  |  |  |  |  |  |  |  |  |
| |                                                                                              |  |  |  |  |  |  |  |  |  |  |  |  |  |  |  |
| |                                                                                              |  |  |  |  |  |  |  |  |  |  |  |  |  |  |  |
| | 22. Francisco I, emperador del Sacro Imperio (Francisco III Esteban, Duque de Lorena) (= 16) |  |  |  |  |  |  |  |  |  |  |  |  |  |  |  |
| |                                                                                              |  |  |  |  |  |  |  |  |  |  |  |  |  |  |  |
| |                                                                                              |  |  |  |  |  |  |  |  |  |  |  |  |  |  |  |
| | 11. Archiduquesa María Carolina de Austria                                                   |  |  |  |  |  |  |  |  |  |  |  |  |  |  |  |
| |                                                                                              |  |  |  |  |  |  |  |  |  |  |  |  |  |  |  |
| |                                                                                              |  |  |  |  |  |  |  |  |  |  |  |  |  |  |  |
| | 23. María Teresa I, archiduquesa de Austria, reina de Hungría (=17)                          |  |  |  |  |  |  |  |  |  |  |  |  |  |  |  |
| |                                                                                              |  |  |  |  |  |  |  |  |  |  |  |  |  |  |  |
| |                                                                                              |  |  |  |  |  |  |  |  |  |  |  |  |  |  |  |
| | 1. Francisco José I de Austria                                                               |  |  |  |  |  |  |  |  |  |  |  |  |  |  |  |
| |                                                                                              |  |  |  |  |  |  |  |  |  |  |  |  |  |  |  |
| |                                                                                              |  |  |  |  |  |  |  |  |  |  |  |  |  |  |  |
| | 24. Conde Palatino Cristián III de Zweibrücken-Birkenfeld                                    |  |  |  |  |  |  |  |  |  |  |  |  |  |  |  |
| |                                                                                              |  |  |  |  |  |  |  |  |  |  |  |  |  |  |  |
| |                                                                                              |  |  |  |  |  |  |  |  |  |  |  |  |  |  |  |
| | 12. Federico Miguel, conde Palatino de Zweibrücken-Birkenfeld                                |  |  |  |  |  |  |  |  |  |  |  |  |  |  |  |
| |                                                                                              |  |  |  |  |  |  |  |  |  |  |  |  |  |  |  |
| |                                                                                              |  |  |  |  |  |  |  |  |  |  |  |  |  |  |  |
| | 25. Condesa Carolina de Nassau-Saarbrücken                                                   |  |  |  |  |  |  |  |  |  |  |  |  |  |  |  |
| |                                                                                              |  |  |  |  |  |  |  |  |  |  |  |  |  |  |  |
| |                                                                                              |  |  |  |  |  |  |  |  |  |  |  |  |  |  |  |
| | 6. Maximiliano I, rey de Baviera                                                             |  |  |  |  |  |  |  |  |  |  |  |  |  |  |  |
| |                                                                                              |  |  |  |  |  |  |  |  |  |  |  |  |  |  |  |
| |                                                                                              |  |  |  |  |  |  |  |  |  |  |  |  |  |  |  |
| | 26. José Carlos, conde palatino de Sulzbach                                                  |  |  |  |  |  |  |  |  |  |  |  |  |  |  |  |
| |                                                                                              |  |  |  |  |  |  |  |  |  |  |  |  |  |  |  |
| |                                                                                              |  |  |  |  |  |  |  |  |  |  |  |  |  |  |  |
| | 13. Condesa Palatina María Francisca de Sulzbach                                             |  |  |  |  |  |  |  |  |  |  |  |  |  |  |  |
| |                                                                                              |  |  |  |  |  |  |  |  |  |  |  |  |  |  |  |
| |                                                                                              |  |  |  |  |  |  |  |  |  |  |  |  |  |  |  |
| | 27. Condesa palatina Isabel Augusta Sofía de Neoburgo                                        |  |  |  |  |  |  |  |  |  |  |  |  |  |  |  |
| |                                                                                              |  |  |  |  |  |  |  |  |  |  |  |  |  |  |  |
| |                                                                                              |  |  |  |  |  |  |  |  |  |  |  |  |  |  |  |
| | 3. Princesa Sofía de Baviera                                                                 |  |  |  |  |  |  |  |  |  |  |  |  |  |  |  |
| |                                                                                              |  |  |  |  |  |  |  |  |  |  |  |  |  |  |  |
| |                                                                                              |  |  |  |  |  |  |  |  |  |  |  |  |  |  |  |
| | 28. Carlos Federico I, gran duque de Baden                                                   |  |  |  |  |  |  |  |  |  |  |  |  |  |  |  |
| |                                                                                              |  |  |  |  |  |  |  |  |  |  |  |  |  |  |  |
| |                                                                                              |  |  |  |  |  |  |  |  |  |  |  |  |  |  |  |
| | 14. Carlos Luis, príncipe heredero de Baden                                                  |  |  |  |  |  |  |  |  |  |  |  |  |  |  |  |
| |                                                                                              |  |  |  |  |  |  |  |  |  |  |  |  |  |  |  |
| |                                                                                              |  |  |  |  |  |  |  |  |  |  |  |  |  |  |  |
| | 29. Landgravina Carolina Luisa de Hesse-Darmstadt                                            |  |  |  |  |  |  |  |  |  |  |  |  |  |  |  |
| |                                                                                              |  |  |  |  |  |  |  |  |  |  |  |  |  |  |  |
| |                                                                                              |  |  |  |  |  |  |  |  |  |  |  |  |  |  |  |
| | 7. Princesa Carolina de Baden                                                                |  |  |  |  |  |  |  |  |  |  |  |  |  |  |  |
| |                                                                                              |  |  |  |  |  |  |  |  |  |  |  |  |  |  |  |
| |                                                                                              |  |  |  |  |  |  |  |  |  |  |  |  |  |  |  |
| | 30. Luis IX, landgrave de Hesse-Darmstadt                                                    |  |  |  |  |  |  |  |  |  |  |  |  |  |  |  |
| |                                                                                              |  |  |  |  |  |  |  |  |  |  |  |  |  |  |  |
| |                                                                                              |  |  |  |  |  |  |  |  |  |  |  |  |  |  |  |
| | 15. Princesa Amalia de Hesse-Darmstadt                                                       |  |  |  |  |  |  |  |  |  |  |  |  |  |  |  |
| |                                                                                              |  |  |  |  |  |  |  |  |  |  |  |  |  |  |  |
| |                                                                                              |  |  |  |  |  |  |  |  |  |  |  |  |  |  |  |
| | 31. Condesa palatina Carolina de Zweibrücken                                                 |  |  |  |  |  |  |  |  |  |  |  |  |  |  |  |
| |                                                                                              |  |  |  |  |  |  |  |  |  |  |  |  |  |  |  |
| |                                                                                              |  |  |  |  |  |  |  |  |  |  |  |  |  |  |  |

| Predecesor: Fernando I de Austria | Emperador de Austria Rey de Bohemia, Dalmacia, Galitzia y Lodomeria, e Iliria 2 de diciembre de 1848 - 21 de noviembre de 1916 | Sucesor: Carlos I de Austria                                            |
| Predecesor: Fernando I de Austria | Rey de Hungría, Croacia y Eslavonia 2 de marzo de 1848 - 21 de noviembre de 1916                                               | Sucesor: Carlos I de Austria                                            |
| Predecesor: Fernando I de Austria | Rey de Lombardía-Venecia 2 de diciembre de 1848 - 12 de octubre de 1866                                                        | Sucesor: Anexionado a Italia                                            |
| Predecesor: Fernando I de Austria | Presidente de la Confederación Germánica 2 de diciembre de 1848 - 1 de julio de 1867                                           | Sucesor: Guillermo I (Presidente de la Confederación Alemana del Norte) |